# С глазу на глаз
«С гла́зу на гла́з» (итал. A tu per tu) — кинофильм, снятый режиссёром Серджио Корбуччи в 1984 году. Действие происходит в Генуе, Рапалло, Милане, КПП Гаджиоло, Лугано, Люксембурге, Монако и Сан-Ремо и автодорогах, соединяющих эти города. В ролях: Паоло Вилладжо, Джонни Дорелли.

## Сюжет

##### Завязка
Утро неуклюжего генуэзского таксиста Джино Шакалуга, как обычно, не задалось: жена огрела его изрядной оплеухой, обругала и злобно измяла постер с его любимой футбольной командой «Сампдория»!

Эммануэле Сансони (Джонни Дорелли), богатый финансист, находясь с двумя потаскушками на своей яхте у берегов Рапалло (Лигурийское взморье), в это же утро узнаёт, что его «друзья» и партнёры решили от него избавиться, и что к нему на яхту вот-вот заявится Финансовая гвардия. Сансони вынужден бежать, надев гидрокостюм и ласты своего секретаря Борзелаи (Лучио Росато), приплывшего к нему с этой дурной вестью. Доплыв до берега, и увидев такси Джино Шакалуга (Паоло Вилладжо), которого только что «кинул» на 50 000 лир привезённый из Генуи клиент, Сансони, как есть — в гидрокостюме, маске и ластах, мокрый, — плюхается в машину и приказывает везти его в Милан.  Шакалуга сперва не соглашается, и пытается выгнать нежеланного пассажира из такси, но после уговоров и посулов щедрой оплаты в 1 000 000 лир (≈ 700 $) за рейс, соглашается.

##### Сцена I
Приехав в Милан, Сансони видит возле офиса автомобиль Финансовой гвардии с гвардейцами внутри, поняв, что дело совсем плохо, он приказывает Шакалуге не останавливаться и следовать на улицу Джардини, д. 135, где живёт его любовница.

Нагрянув к любовнице, у которой в гостях был Чезаре Рагацци (продавец средств от облысения и телеведущий), Сансони, первым делом, переодевается, а затем, направляется через душевую кабину в секретную комнату, где у него хранятся секретные деловые бумаги и масса компромата на различных бизнесменов, политиков и государственных деятелей.

Сансони приказывает Шакалуге погрузить все бумаги в два фибергласовых чемодана, и отнести их в такси.
Покидая дом любовницы, Сансони объявляет ей о разрыве отношений, и, заодно, говорит, чтобы она выпустила из бассейна-аквариума Чезаре Рагацци, скинутого туда в момент появления Сансони.

Через пару минут после отъезда Сансони, к дому подъезжает автомобиль с палермскими номерами и тремя сицилийскими мафиозо внутри.

##### Сцена II
Пограничный КПП Гаджиоло на итало-швейцарской границе Эммануэле Сансони проследовал, переодевшись женщиной, а недалёкому Шакалуге представился собственной (несуществующей) сестрой Энрикеттой.

##### Далее...
В результате целой цепи интересных и смешных событий, а подчас, — опасных! — финансист и таксист поменялись местами.

##### Финал
Фильм заканчивается в порту Сан-Ремо, где нео-финансист Джино Шакалуга, научившийся обманывать казну, садится в такси ... за рулём которого теперь, — бывший финансист Эммануэле Сансони.